# Аналитична философия
Аналитична философия (на английски: analytic philosophy или analytical philosophy) e общ термин за клон или традиция на философията, която става доминираща в англоезичните страни през 20 век. В САЩ, Великобритания, Канада, Скандинавия, Австралия и Нова Зеландия преобладаващото множество от философски университетски департаменти се идентифицират като аналитични департаменти.
Най-характерно за аналитичната традиция е засиленото внимание към логиката и езика (анализ на езика), без да има ограничение върху формите, в които то се реализира[необходимо е уточнение]. Майкъл Дъмет описва това, което може да бъде разглеждано като прието за цялата аналитична школа, това са три основни принципа, според Дъмет, по отношение концепцията за обекта на философията в аналитичната традиция :
1. „целта на философията е анализът на структурата на мисълта“,
2. „изучаването на мисълта трябва строго да се разграничава от изучаването на философския процес на мислене“,
3. „и накрая, единственият правилен, същински метод за анализиране на мисълта се състои в анализирането на езика...“ [4]

## История
Началото на аналитичната философия поставят Фреге и Бъртранд Ръсел, също Джордж Мур, по-късно тя е развивана от логическите позитивисти през 30-те и 40-те, през 50-те от Оксфордската философия около Дж. Л. Остин; а сред по-късните – Рорти, У. Куайн, или С. Крипке (някои от тях, като Рорти и Куайн, могат да бъдат включени и в постаналитичната традиция, която като школа на аналитичната философия се отличава с насоченост към прагматизма и социалния прогрес).

### Мур и Ръсел
Мур и Бъртранд Ръсел се запознават и сприятеляват в Кеймбридж (Тринити Колидж), Мур изучава класическа философия, а Ръсел – математика. По време на следването си в университета, когато са 20-годишни, двама от най-големите английски философи на 20 век са страстното опиянени и възторжени по отношение на абсолютния идеализъм. И Мур, и Ръсел са неохегелианци, и двамата навлизат във философията „като прилежно залягат над Брадли и Мактагърт, верните последователи на Хегел на Британските острови от края на деветнадесети век“ . Скоро и Мур, и Ръсел, макар и от различни позиции, се обръщат срещу този тип философия, което в историята на британската философия е познато като „бунта против абсолютния идеализъм“, така в британската философия се възстановяват и укрепват позициите на реализма и традиционния английски емпиризъм; а във философията на 20 век навлиза един нов метод на изследване – аналитичният, който бързо се развива в силна и влиятелна традиция – аналитичната философия, оказала огромно влияние в Европа и особено САЩ през първата половина на 20 век. 
През 1903 г. излиза най-известната книга на Мур – Principia Ethica, в увода на която е изложена същността на аналитичния метод, а също и много важната негова статия The Refutation of Idealism („Опровержението на идеализма“), където той демонстрира аналитичния метод.
В трудовете си Ръсел и Мур доказват, че отхвърлянето на абсолютния идеализъм „съвсем не е абсолютен негативизъм, а напротив – довежда до много позитивен резултат в лицето на аналитичния метод“. Ръсел пише за Мур: „Той стана водачът на бунта“, „а аз го следвах с чувство на освобождение. Брадли твърдеше, че всичко, в което здравият разум вярва, е само видимост (appearance); ние отвърнахме с обратната крайност и смятахме, че реално е всичко, което здравият разум, неповлиян от философията или теологията, смята за реално. С чувството на бягство от затвор ние си позволихме да мислим, че тревата е зелена, че слънцето и звездите биха съществували, дори никой да не ги съзнава, и освен това, че съществува един плуралистичен извънвремеви свят на платонични идеи. Светът, който бе крехък и логичен, изведнъж стана богат, разнообразен и солиден.“
Но това, което се случва по-нататък, е, че въведената от Мур като ядро на аналитичната философия реалистична позиция на здравия разум (common sense), първоначално възприета от Ръсел, е по-късно критично отхвърлена от Ръсел и това води до разграничение и раздяла между двамата (вж Russel, The Problems of Philosophy / Проблемите на философията, 1912). Първоначално Ръсел възприема идеята, тъй като работата му в областта на математиката го кара да мисли, че логиката е същността на философията. Но Мур се концентрира върху common sense обвързвайки го с анализа на речта и концепциите в езика, т.е. лингвистичната философия, което обаче му докарва критика в Англия наричаща неговият common sence анализ на езика „talk about talk“ (говорене за говоренето). И все пак докато Мур оказва влияние върху философи като Дж. Л. Остин, при Ръсел настъпва промяна, заедно със сериозните открития и промени като цяло в естествените науки по това време, които той следи, което го насочва към различни търсения. За разлика от него Мур запазва вярата си в здравия разум и концентрира усилията си основно в тази насока. Като цяло по-широките търсения на Ръсел го правят международна фигура, докато влиянието на Мур остава по-скоро „скрито“ в рамките на философия на езика и основно ограничено в рамките на Великобритания.

## Съвременна аналитична философия

### Политическа философия

#### Либерализъм
Основна статия: Либерализъм.
Аналитичната политическа философия е основно либерална, нейна централна и основополагаща фигура е Джон Ролс, който в серии от статии от 50-те нататък, най-известните, от които Две концепции за управление („Two Concepts of Rules“) и Правосъдието като справедливост („Justice as Fairness“), и неговата книга от 1971 г. Теория на справедливостта („A Theory of Justice“), произвежда сложна и внимателно аргументирана защита на либерализма в политиката.

#### Комунитаризъм
Едно по-консервативно крило в аналитичната политическа философия е комунитаризма, като негови представители са Аласдър Макинтайър, Чарлз Тейлър, Майкъл Уолзър и Майкъл Сандел развиват една критика на либерализма, която използва аналитична техника, за да изолира ключови предположения на либералните индивидуалисти като Ролс и да поставят под съмнение тези предположения. Например комунитаристите поставят под съмнение либералното предположение, че индивидът може да бъде разглеждан като напълно автономен от обществото, в което живее и в което е роден. Вместо това те настояват за концепция на индивида, която набляга на ролята, която обществото има върху формирането на неговите/нейните ценности, мисли и мнения.

#### Аналитичен марксизъм
Основна статия: Аналитичен марксизъм.
Друго развитие в областта на политическата аналитична философия, което е доста специфично и не толкова популярно, е появата на школата известна като аналитичен марксизъм. Членовете на тази школа търсят да приложат техниките на аналитичната философия, заедно със средства, използвани от модерната социална наука, като например теорията за разумния избор, за изясняването на теориите на Карл Маркс и неговите последователи.

### Аналитична метафизика
Едно неочаквано скъсване с ранната аналитична философия е възраждането на метафизичното теоретизиране през втората половина на 20 век. Философи като Дейвид Луис и Дейвид Армстронг развиват сложни теории върху голям обхват от теми като универсалии, причинност, възможност и необходимост и абстрактни обекти.

## Школи на аналитичната философия
- Кохерентна теория
- Компатибилизъм
- Контекстуализъм
- Дефлационизъм
- Наивен реализъм
- Епифеноменализъм
- Инкомпатибилизъм
- Екстернализъм
- Логически атомизъм
- Логически позитивизъм
- Натурализъм
- Неопрагматизъм
- Некогнитивизъм
- Оксфордска лингвистична философия
- Партикуларизъм
- Физикализъм
- Дуализъм на свойствата
- Квиетизъм

- Научен реализъм / антиреализъм
- Дуализъм на субстанцията
- Верификационизъм
- Етика на ценностите

## Аналитичната философия в България

### До 1989
Българската философия (особено до 1989) е основно свързана с континенталната философия, въпреки това и в периода до 1989 аналитичните методи присъстват в България, основно в семантичните изследвания, ползващи формалните методи от логиката и математиката. Това става в съвместната работа между Институтите на БАН, занимаващи се с логика и Института по философия на АН на СССР, както и в дискусии с полски логици, като представители на българската „школа“ в обсъждането на тези теми са Богдан Дянков, Добрин Спасов, Ангел Бънков, Н. Михова, Д. Скордев, Деян Деянов и др. Интерес в България има и към мястото на Ръсел в аналитичната традиция, върху тази тема се провеждат известен брой семинари. Но в издателството и публикуването на философски текстове усилията са възложени основно върху класическите текстове на континенталната философия, въпреки че например Народна библиотека е абонирана през този период за списания като Mind, Philosophy и други аналитични издания. 
Всъщност аналитичната традиция през този период се развива основно „зад океана“ и в този смисъл още повече извън страните от Съветския блок, така че темата в България остава колкото извън полезрението, заради невъзможността в някои случаи да се борави с актуални текстове, толкова и извън разбирането на българските философи, които имат по-скоро задължението да поднасят политически удостоверени философски текстове, са ограничени в търсенията си и не боравят с (аналитичен) анализ.  Дефакто запознаването с аналитичната традиция става опосредствано през / чрез съветските автори и преводи, при които има естествено ограничен и стеснен подбор. 
В същото време рецепцията на аналитичната традиция е маркирана основно от критически подходи, обосновавани например с „конкретно опровержение на лингвистическата философия“ (Спасов 1970: 13), но заедно с острото критично отношение в изследванията, посветени на аналитичната традиция се прави сериозно проследяване на различните аналитични теми, въпроси и известните аналитични философи, макар че някои теми и дебати в аналитичната традиция биват по-скоро избягвани или игнорирани. Основно влияние в България по отношение на аналитичното мислене има Питър Стросън, чиито философски текстове са разглеждани в множество изследвания на българските философи. 

### След 1989
След 1989 г. възможностите пред аналитичната философия се разширяват, в едно с публикуването на повече философски текстове и възможността за по-свободна рецепция и дискусия върху темите на аналитичната философия, особено бум в това отношение има след 1995 г., като голяма роля за това играе и разширяването на контактите с американски и британски университети, гостуването на чуждестранни преподаватели и лекциите на Стросън, Рорти и други, обменът на студенти и т.н.  Основно навлизането на аналитичното мислене в България става благодарение на лингвистите и лингвистиката, а също така и на литературната критика.  Поради липсата на предходна философска традиция, като места за по-широко обсъждане на аналитичните въпроси и действително навлизане на аналитичната традиция се реализират департаментите (философски, лингвистични) на частните университети, напр. НБУ.